# بولسواو (استان سیلسیان)
بولسواو (به لهستانی:  Bolesław) یک روستا در لهستان است که در گمینا کژژانوویتسه واقع شده‌است. بولسواو ۴۶۰ نفر جمعیت دارد.

## نگارخانه

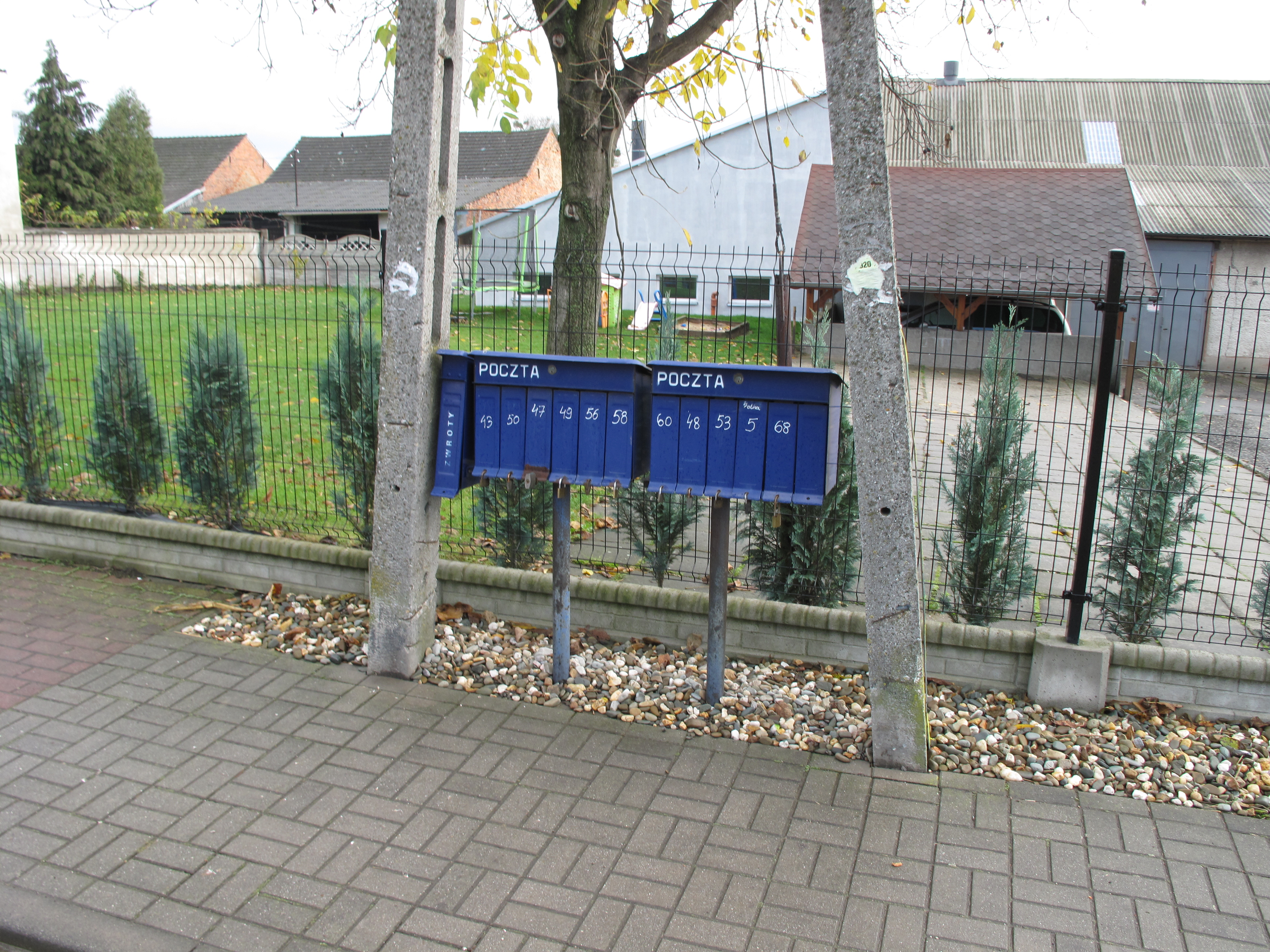
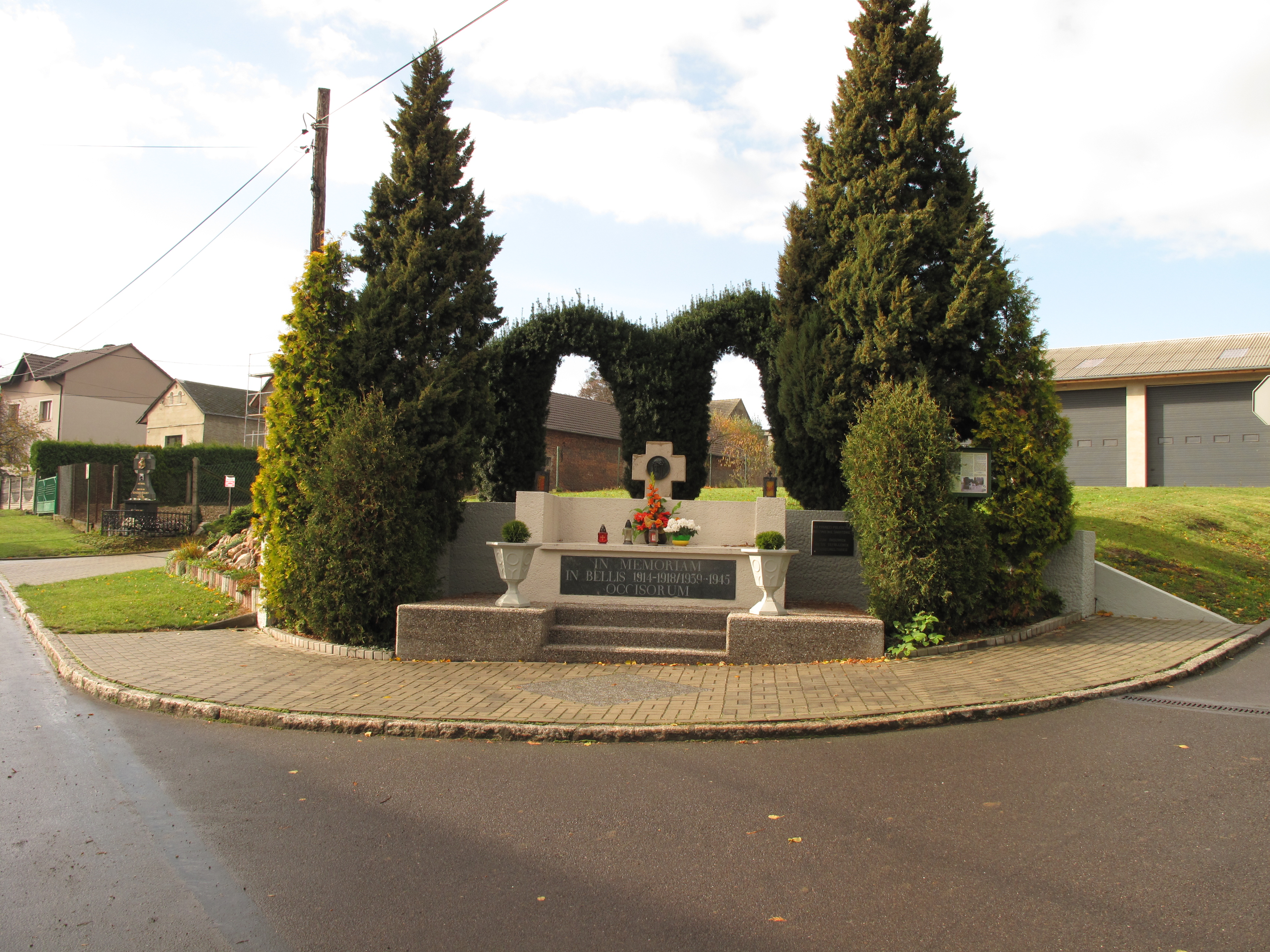
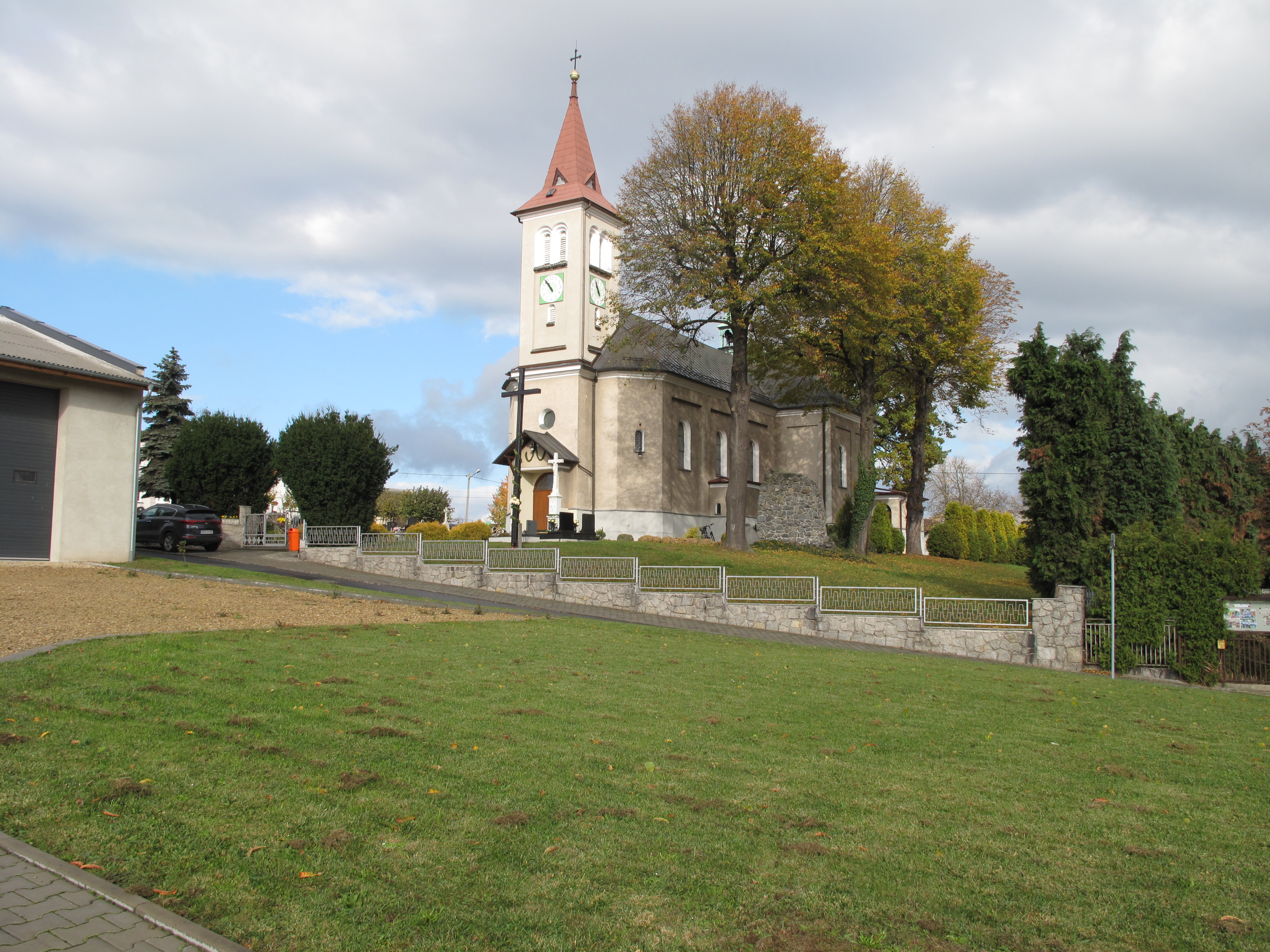